# Pandhana
Pandhana è una suddivisione dell'India, classificata come nagar panchayat, di 10.999 abitanti, situata nel distretto di Khandwa, nello stato federato del Madhya Pradesh. In base al numero di abitanti la città rientra nella classe IV (da 10.000 a 19.999 persone).

## Geografia fisica
La città è situata a 21° 41' 60 N e 76° 13' 0 E e ha un'altitudine di 348 m s.l.m..

## Società

### Evoluzione demografica
Al censimento del 2001 la popolazione di Pandhana assommava a 10.999 persone, delle quali 5.808 maschi e 5.191 femmine. I bambini di età inferiore o uguale ai sei anni assommavano a 1.790, dei quali 925 maschi e 865 femmine. Infine, coloro che erano in grado di saper almeno leggere e scrivere erano 6.989, dei quali 4.245 maschi e 2.744 femmine.